# The Virgin Queen
The Virgin Queen es una coproducción del año 2005 de la BBC y Power, una miniserie para televisión de cuatro episodios basada en la vida de la reina Isabel I de Inglaterra, protagonizada por Anne-Marie Duff y Tom Hardy como Robert Dudley, primer conde de Leicester.

## Sinopsis
Desde su época como una joven princesa de unos veinte años hasta su muerte en 1603, The Virgin Queen explora la vida pública y privada de la reina Isabel I. La serie se centra en la motivación interna detrás del voto de castidad de Isabel, tras su ascensión al trono. Cuando era niña, le confía a su amigo Robert Dudley, primer conde de Leicester, que no se casaría nunca. La serie presenta una escena en la que Elizabeth sueña y fantasea con acostarse con Dudley. Cuando su esposa Amy muere en circunstancias sospechosas, Dudley le propone matrimonio a la Reina y es rechazado. Tras su muerte, los afectos de Elizabeth se vuelven hacia el hijastro de Dudley, Robert Devereux, segundo conde de Essex. Sin embargo, cuando lo atrapan haciendo planes para un golpe, ella lo hace ejecutar.
Isabel es meticulosa a la hora de construir su imagen pública. Escudriñando cada detalle, microgestiona todo, desde su apariencia hasta su actitud. Alternativamente casta y coqueta, sin embargo, evita el amor en favor de Inglaterra. La historia y la política se entrelazan a lo largo de la serie, desde la derrota de Inglaterra de la Armada Española hasta el cambio de una nación católica a una protestante.

## Producción
Coproducida por la BBC y Power Television por £9 millones, The Virgin Queen fue filmada en Pinewood Studios en el verano de 2005. Originalmente pensada para estrenarse en BBC One en septiembre de 2005, la fecha habría coincidido con el lanzamiento de la miniserie de dos partes de Channel 4 Elizabeth I (protagonizada por Helen Mirren ). Debido al conflicto, la BBC decidió retrasar el lanzamiento en el Reino Unido hasta después de la inauguración en los Estados Unidos en noviembre de 2005 en el Masterpiece Theatre de PBS.
A pesar de ser una película biográfica de la vida y el reinado de Elizabeth, la serie presentó a su personaje principal con particular interés en varios temas, como el impacto emocional de la ejecución de su madre y su amor por Robert Dudley, primer conde de Leicester (Tom Hardy).

## Resumen

### Episodio 1
El primer episodio muestra a Isabel desde su encarcelamiento en la Torre de Londres por la Reina, su hermana María I, acusada de planear la desaparición de la Reina, hasta su acceso al trono después de la muerte de María y su coronación. 
Elizabeth fue encarcelada en la Torre, acusada de participar en la rebelión de Thomas Wyatt para derrocar a Mary. El episodio insinúa fuertemente la participación de Elizabeth, aunque la evidencia de esto sigue siendo muy conjetural. El episodio también establece la relación de Elizabeth con Robert Dudley, y se muestra que están muy enamorados, a pesar de que Dudley estaba casado con Amy Robsart, a quien conoció en el Stanfield Hall, se casaron cuando ambos tenían 18 años. La frustración de Elizabeth por su arresto domiciliario posterior en Woodstock Manor se enfatiza con un efecto un tanto cómico. Se la muestra retenida en Woodstock desde su liberación de la Torre hasta la muerte de su hermana por cáncer, cuando en realidad solo estuvo retenida allí un año, antes de ser llamada a Londres para que Mary pudiera vigilarla más de cerca. El episodio muestra la leyenda de que a Elizabeth se le dijo que ella es la reina de Inglaterra bajo un roble, representado como en Woodstock pero que en realidad se dice que ocurrió en Hatfield House, y su pronunciación de la cita "Este es el trabajo de el Señor, y es maravilloso a nuestros ojos..."

### Episodio 2
El segundo episodio muestra a Isabel desde varios meses hasta un año después de su coronación, estableciéndose como Reina, hasta el surgimiento de María, Reina de Escocia, como su rival política. El episodio hace gran parte de su romance clandestino con Robert Dudley y su resistencia al matrimonio. Se muestra que Elizabeth está luchando por adaptarse a ser reina, especialmente en lo que respecta a Dudley. Una escena muestra a Elizabeth soñando con hacer el amor con Dudley, pero la trama de la serie sigue la opinión de que ella resistió estos impulsos y permaneció virgen. El episodio introduce o establece a varios personajes clave en la historia del reinado de Isabel, incluido William Cecil ; Amy Robsart ; Francis Walsingham ; Katherine Ashley ; Thomas Howard, duque de Norfolk (primo de Elizabeth); y Lettice Knollys. El episodio también muestra a Robert en su casa con su esposa, Amy, su salud está en malas condiciones, pidiendo a su esposo que se quede con ella, pero Robert responde que debe asistir a la corte. también, el episodio muestra el noviazgo de Isabel con Felipe II de España (el viudo de su hermana) y el archiduque Carlos de Austria. También muestra los primeros tratos de Elizabeth con su prima Mary, reina de Escocia, incluidos sus planes de casarse con Dudley, como un medio para asegurar una unión política entre Inglaterra y Escocia, y la traición de Thomas Howard. La escena final muestra el inicio de la relación entre Robert Dudley y Lettice Knollys. A mitad del episodio, la contracción de la viruela de Elizabeth se representa dramáticamente, la muerte de la esposa de Dudley, Amy Robsart, quien esperaba y añoraba a Robert, el episodio muestra cómo se quita la vida para ayudar a lograr las ambiciones de su esposo.

### Episodio 3
El tercer episodio comienza con el noviazgo de Isabel con Francis, duque de Anjou, y termina en la destrucción de la Armada Española. Durante su muerte cercana a la viruela en el episodio anterior, se muestra a Elizabeth con la peluca o el postizo rojo adornado por el que se ha hecho famosa. El episodio describe el noviazgo de Elizabeth con Anjou como nada más que política y un deseo de un heredero, y sugiere que ella albergaba poco afecto real por él, aunque como muchos de sus noviazgos, esto sigue siendo ambiguo. El punto clave del drama de los personajes en este episodio es el descubrimiento de Elizabeth del matrimonio de Robert Dudley con Lettice Knollys, en esa escena, Dudley se hizo eco de la fraseología de su esposa muerta, la carta anterior de Amy, sobre lo que se la muestra volando en una rabia alimentada por el dolor. La enfermedad que sufrió Dudley antes de su muerte también se describe desde bastante temprano, aunque Elizabeth sigue ignorando su aflicción. También se pone gran atención en la confusión de Elizabeth por la situación con Mary, la reina de Escocia, que es ejecutada hacia el final del episodio, un acto que se muestra a Elizabeth expresando un gran remordimiento en privado. La inminente invasión de la Armada española se aborda con bastante rapidez, siendo la escena principal de la Armada el campamento de Elizabeth en Tilbury, donde da un discurso vigorizante. Estas escenas están intercaladas y seguidas inmediatamente por su dolor y angustia por la muerte de Robert Dudley, y su breve reclusión durante las celebraciones por la derrota de la Armada. El episodio termina con su primer encuentro con Robert Devereux. El final da mucha importancia a la teoría de que Devereux era en realidad el hijo de Robert Dudley por Lettice Knollys, en lugar del resultado de su primer matrimonio con Walter Devereux.

### Episodio 4
Este episodio muestra a Elizabeth en el crepúsculo de su reinado. Anne Marie Duff y Sienna Guillory reciben un maquillaje envejecido en este episodio, acentuando su edad en comparación con los episodios anteriores, marcándolos como 'reliquias' perdurables del pasado. El episodio gira principalmente en torno a la relación de Elizabeth con Robert Devereux como su favorito de la corte, y las maquinaciones para su avance por parte de su madre Lettice Knollys. También se enfatiza la enemistad entre Elizabeth y Lettice, y la trama se desvía de la historia establecida al mostrar que Elizabeth finalmente se reunió con Lettice antes de su muerte, aunque brevemente y sin intercambiar palabras. Devereux es sostenido como un peón entre las dos mujeres, su amor por Elizabeth por un lado, su devoción por su madre por el otro, cuya presión le causa una gran agitación, rayana en la inestabilidad mental, que culmina en su intento de rebelión contra la final del episodio. Una escena inquietante en el episodio muestra a Devereux entrando en una Elizabeth a medio vestir, y su sorpresa cuando ve a la Reina decrépita y vieja, sin su peluca ni maquillaje. Elizabeth es la única reliquia que queda de la Inglaterra que una vez conoció, la mayoría de sus amigos y consejeros de confianza han sido reemplazados por la siguiente generación. El énfasis en Devereux quita algo de los problemas políticos que Elizabeth estaba enfrentando en ese momento, como con España, Francia e Irlanda, así como problemas importantes en la propia Inglaterra con altos impuestos y el fracaso de las cosechas, aunque estos eventos se hacen realidad. referencia frecuente a. El episodio concluye con la ejecución de Robert Devereux y la desaparición de Elizabeth, incluida su senilidad y demencia con la edad, y su depresión por la muerte de Devereux. En estas escenas, se la muestra pronunciando su famoso Discurso Dorado al Parlamento. Su muerte está representada de una manera más dramática que en la realidad, negándose a acostarse por temor a no volver a ponerse de pie. Elizabeth también recuerda su vida; caminando entre una multitud cuando su padre estaba en el trono con alguien diciendo "bastardo", siendo informado de que su hermana Mary está muerta, su amada amiga y jefa del dormitorio Kat Ashley sonriéndole, William Cecil, su único el verdadero amor Robert Dudley sonriéndole y su fatídica exclamación de "¡Tendré una amante aquí y ningún amo! ¿Me escuchas? ! " Finalmente, se extrae de sus recuerdos cuando aparentemente sufre un derrame cerebral y se derrumba, con sus consejeros, cortesanos y damas de honor corriendo para ayudar mientras muere. El episodio termina con el hijo de William Cecil, Robert, preparándose para el ascenso del sucesor de Elizabeth, James I. Se le ve descubriendo que Isabel añadió un broche al anillo que llevaba el soberano. El episodio termina con Robert hablando "Es la puta Ana Bolena, su madre".

## Exactitud histórica
Descrita por sus productores como "... [un] retrato real ... impregnado de precisión histórica", la serie siguió el flujo general de la historia, pero se desvió de la verdad histórica de muchas maneras, como:
- En la película, Elizabeth se encuentra con Lettice Knollys después de un largo distanciamiento. De hecho, Elizabeth rechazó a Lettice, aunque Essex organizó la reunión.
- Elizabeth murió de pie en la película. En realidad, la persuadieron de que se acostara sobre un montón de cojines y luego se dirigiera a su cama, donde murió.
- En la película, se ve al Cardenal Pole sacando a los católicos despedidos de la corte tras la muerte de María I. Pole en realidad murió solo unas horas después de Mary y había estado postrado en cama durante días.
- La película retrata a Elizabeth recibiendo noticias de la muerte de su hermana del Lord Canciller Stephen Gardiner mientras estaba detenida en Woodstock bajo la custodia de Sir Henry Bedingfeld. De hecho, Gardiner falleció antes que Mary por tres años, y Elizabeth fue informada de su ascenso mientras vivía en Hatfield House.
- En la película se ha mostrado a Amy quitándose la vida, de hecho, la muerte de Amy es ambigua.

## Reparto y créditos

### Casting
| Personaje                              | Actor                             | Aparición en episodios                |
| -------------------------------------- | --------------------------------- | ------------------------------------- |
| Queen Elizabeth I                      | Anne-Marie Duff                   | 1, 2, 3, 4                            |
| Robert Dudley, Earl of Leicester       | Tom Hardy                         | 1, 2, 3, 4                            |
| Amy, Lady Dudley                       | Emilia Fox                        | 2                                     |
| Thomas Radclyffe, 3rd Earl of Sussex   | Dexter Fletcher                   | 1, 2, 3                               |
| Thomas Howard, 4th Duke of Norfolk     | Kevin McKidd                      | 1, 2                                  |
| William Cecil, 1st Baron Burghley      | Ian Hart                          | 1, 2, 3, 4                            |
| Robert Cecil, 1st Earl of Salisbury    | Daniel Evans                      | 3, 4                                  |
| Queen Mary I                           | Joanne Whalley                    | 1                                     |
| Lettice Knollys                        | Sienna Guillory                   | 1, 2, 3, 4                            |
| Sir Francis Walsingham                 | Ben Daniels                       | 2, 3                                  |
| Lord Chancellor Gardiner               | Robert Pugh                       | 1                                     |
| Robert Devereux, 2nd Earl of Essex     | Hans Matheson                     | 3, 4                                  |
| King Philip II of Spain                | Stanley Townsend                  | 1                                     |
| Kat Ashley                             | Tara Fitzgerald                   | 1, 2, 3, 4 (flashback and cameo only) |
| Sir James Melville                     | Ewen Bremner                      | 2                                     |
| Mary, Queen of Scots                   | Charlotte Winner                  | 3                                     |
| Sir Walter Raleigh                     | Derek Riddell                     | 3, 4                                  |
| Charles Blount, 1st Earl of Devonshire | Sebastian Armesto                 | 4                                     |
| Francis Bacon, Viscount St Albans      | Neil Stuke                        | 4                                     |
| Francis, Duke of Anjou                 | Matthias Girbig                   | 3                                     |
| Jean de Simier                         | Enzo Cilenti                      | 3                                     |
| Reginald Pole                          | Michael Feast                     | 1                                     |
| John Brydges                           | Tony Guilfoyle                    | 4                                     |
| Henry Bedingfeld                       | Pearce Quigley                    | 1                                     |
| Cecily                                 | Siobhan Hewlett                   | 4                                     |
| Sir Horace Alsop                       | Karl Theobald                     | 4                                     |
| Dentist                                | Geoff Bell                        | 4                                     |
| Earl of Southampton                    | Shaun Evans                       | 4                                     |
| Agnes                                  | Joanna Griffiths                  | 4                                     |
| Thomas Phelippes                       | Vincent Franklin                  | 3                                     |
| Gilbert Gifford                        | Stephen Walters                   | 3                                     |
| Christopher Hatton                     | Jason Watkins                     | 1, 2, 3                               |
| John Dee                               | Alan Williams                     | 1                                     |
| Thomas Wyatt the Younger               | Bryan Dick                        | 1                                     |
| Little Boy                             | Jacob Collier (as Jacob Moriarty) | 1                                     |

### Créditos de producción
- Productor – Paul Rutman
- Director – Coky Giedroyc
- Escritor – Paula Milne
- Compositor – Martin Phipps
- Director de fotografía – David Odd
- Diseñador de producción – Donal Wood
- Editor de la película – Joe Walker
- Supervisora de maquillaje – Karen Hartley
- Diseñadora de vestuario – Amy Roberts
- Directora de casting – Nina Gold
- Productores ejecutivos – Justin Bode, Laura Mackie, Kate Harwood, Simon Curtis

### Locaciones de filmacion
- Castillo de Alnwick
- Baddesley Clinton, Warwickshire
- Castillo de Bamburgh, Northumberland
- Chastleton House (interiores y jardines del Palacio de Whitehall)
- Castillo de Chillingham (Castillo de Fotheringhay)
- Torre del Laberinto en el Castillo de Warkworth (Torre de Londres)
- Middle Temple de Londres (cámara receptora)
- Hospital Lord Leycester (The Strand)
- New College, Oxford (sala de ungimiento)
- Castillo de Raby (Palacio de Whitehall)
- Castillo de Broughton (Mansión de Woodstock)